# 아이오와주
아이오와주(영어: State of Iowa)는 미국 중서부에 있는 주이며, 아이오와라는 이름은 아이오와족 원주민을 따라 지어졌다.
아이오와주는 북쪽으로 미네소타주, 북서쪽으로 사우스다코타주, 서쪽으로 네브래스카주, 남쪽으로 미주리주, 동쪽으로 일리노이주, 북동쪽으로 위스콘신주와 접해 있다. 군은 99개가 있으며 주도인 디모인은 포크군에 위치해있다.
2003년의 아이오와주의 총생산량은 $1,030억 US달러, 개인 소득은 $28,340 US달러에 달했다.
뉴 메탈 밴드인 슬립낫(Slipknot)이 아이오와주 디모인 출신이며, 유명 배우 존 웨인과 대공황 시대의 대통령 허버트 후버도 아이오와주 출신이다.

## 역사

### 원주민의 시대
아이오와 지방은 한번 마운드 빌더스로 알려진 선사적 인디언들의 고향이었다. 그들은 1673년 백인들이 처음으로 도착하기 오래 전에 사라졌다. 인디언들은 연장과 무기들을 담은 10,000개 이상의 흙무더기들을 남겼다.
초기의 탐험가들은 우들랜드와 플레인즈 인디언들이 둘다 현재 아이오와 전역을 통하여 살고 있는 것을 찾았다. 일리노이 족, 아이오와 족, 오타와 족과 수족이 미시시피강에 걸쳐 살았다. 오마하 족, 오토 족과 미주리 족들은 서부 지대를 통하여 정렬되어 있었다. 인디언들은 자신들의 식량의 주요 근원을 마련한 들소 떼를 찾아 돌아다녔다. 사우크 족과 폭스 족은 1773년 프랑스인들이 위스콘신 외부로 나가도록 강요된 후에 아이오와로 도망쳐왔다.

### 탐험과 초기 정착

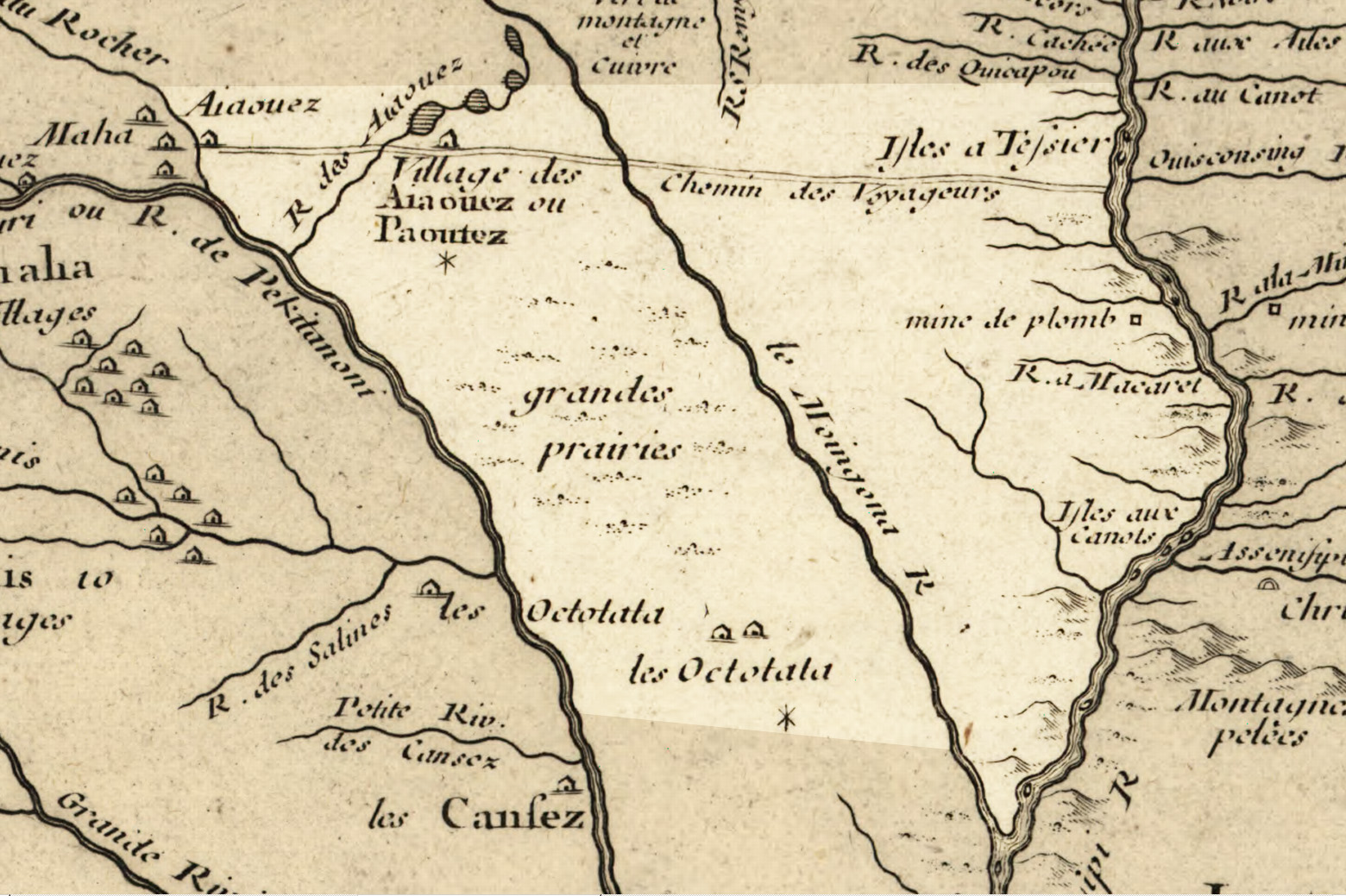
1718년의 아이오와

백인들은 1673년 6월 17일 처음으로 아이오와 지방을 보았다. 2명의 프랑스인 탐험가 루이 졸리에와 자크 마르케트 신부는 위스콘신 강에 노를 저으며 미시시피 강으로 들어갔다. 그들은 6월 25일 아이오와 쪽에 상륙하였다. 1680년, 르네-로베르 카블리에 드 라 살이 미시시피 강 상류를 탐험하기 위해 미셸 아코와 루이 엔느팽 신부를 보냈다. 그들은 아이오와 기슭을 통과하였다. 라 살은 강으로 내려가 미시시피 강의 입구에 도달하였다. 그는 강에 의하여 배수된 전체의 지방을 프랑스령이라고 주장하였다. 라 살은 국왕 루이 14세의 명예를 가려 지방의 이름을 "루이지애나"라고 지었다.
1600년대의 나머지와 1700년대 초반 동안에 일부 선교사들, 군인들과 모피 교역인들 만이 아이오와 지방을 방문하였다. 1690년, 니콜라 페로가 마이애미 족 인디언들에게 오늘날 듀부크 지역에서 어떻게 납을 채굴하는 것을 가르쳤다. 그러나 영구적 백인의 정착지들이 만들어지지 않았다.
1782년, 프랑스는 스페인에게 미시시피 강 서부의 루이지애나 지방의 통치를 주었다. 프랑스계 캐나다인 쥘리앵 뒤뷔크는 현재의 듀부크 근처에서 납을 채굴하기 위해 1788년 폭스 족 인디언들에게 허락을 받았다. 그는 아이와와의 첫 백인 정착자가 되어 1810년 사망할 때까지 머물렀다. 몇명의 다른 사냥꾼들이 곧 뒤뷔크 이후에 왔다.

### 준주 시대

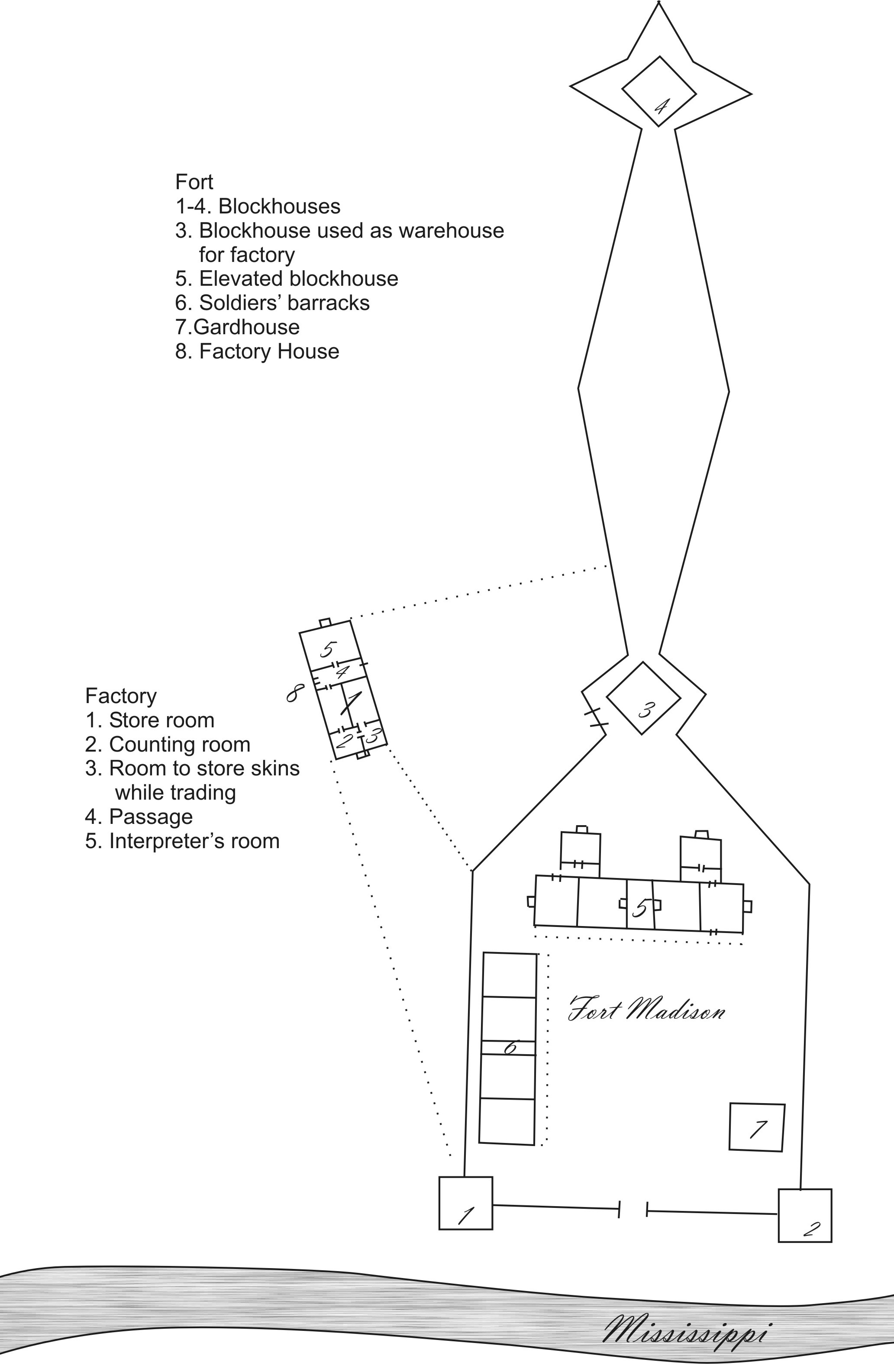
포트 매디슨의 계획 (1810년)

1800년, 스페인은 아이오와 지방을 포함한 루이지애나의 일부를 프랑스에 반환하는 데 동의하였다. 아이오와는 1803년 루이지애나 매입의 일부로서 미국의 일부가 되었다. 1805년, 연방 정부는 아이오와 지방을 포함한 루이지애나 준주를 창조하였다. 메리웨더 루이스와 윌리엄 클라크는 1804년부터 1806년까지 준주를 탐험하였다. 미주리 강을 여행하는 동안에 원정의 일원 찰스 플로이드가 사망하였다. 플로이드는 아이오와에 안장된 첫 백인이었다. 1805년과 1806년에 제뷸런 M. 파이크가 미시시피 강을 탐험하였으며 듀부크의 정착지를 방문하였다. 1808년, 미국 육군은 아이오와의 첫 요새 포트 매디슨을 세웠다.
미국 의회는 1812년 루이지애나가 주가 되었을 때 미주리 준주의 일부로서 아이오와 지방을 재결성하였다. 1800년대 초반 동안에 모피 회사들은 디모인 강, 미시시피 강과 미주리 강에 교역지들을 설립하였다. 그러나 지방은 인디언의 대지를 유지하였으며, 공식적으로 영구적 정착지로 폐문하였다. 미주리는 1821년에 주 지위를 얻었고 아이오와는 미국의 결성되지 않은 준주가 되었다.
1831년에 들어서 연방 정부는 사우크 족과 폭스 족의 대부분을 일리노이주로부터 아이오와 지방으로 이동하도록 강요하였다. 정부는 일리노이의 서부에서 개척자들을 위한 공간을 원하였다. 그러나 블랙 호크 추장은 아이오와에 사는 것을 거부하였다. 1832년, 블랙 호크 전쟁이 일어나자, 백인 군사는 인디언들을 물리쳤다. 종족들은 50 마일(80 킬로미터)의 면적과 미시시피 강을 따라 뻗어진 아이오와의 대지의 외부로 이동하는 데 동의하였다. 그 일은 블랙 호크 매입으로 알려졌고, 많은 정착자들이 즉시 그 안으로 이동하였다. 1834년, 지방은 정부의 목적을 위한 미시간 준주에 부착되었다.
1836년, 의회는 블랙 호크 매입을 포함한 위스콘신 준주를 창조하였다. 1838년 6월 12일, 의회는 미시시피 강의 서부 대지들을 위스콘신 준주로부터 갈라놓았다. 7월 4일 아이오와 준주가 창조되었다. 이 새 준주는 오늘날의 아이오와주, 미네소타주의 대부분과 노스와 사우스다코타주의 3분의 2를 포함하였다. 마틴 밴 뷰런 대통령은 로버트 루카스를 준주의 첫 총독으로 임명하였다. 수도는 벌링턴에 있었으며, 1841년 아이오와시티로 옮겨졌다.

### 주 지위
1839년, 만큼 초기로서 루카스 총독은 아이오와를 주로 만들기 위한 단계들을 제안하였으나 투표자들은 반대하였다. 지방이 준주로 남이있을 만큼 그들은 그들은지방 지방공무원들의 월급을 내지 않아도 되었다. 그러나 만약 지방이 주가 된다면 이 월급들이 지방세로부터 내져야 하였다.
1844년, 투표자들은 결국 주로 승격되는 준비에서 헌법적 회의를 찬성하였다. 그러나 의회는 제안된 아이오와 헌법에서 전방으로 세워진 주의 경계선들을 거절하였다. 두 번째 헌법 회의가 1846년에 열렸으며, 아이오와의 오늘날 경계선들을 채택하였다. 투표자들은 8월 3일 새 헌법을 찬성하였다. 제임스 K. 포크 대통령은 12월 28일 29번째 주로서 합중국으로 인정하는 결의서에 서명하였다. 새 주의 인구는 102,338명이었다. 민주당원 앤설 브릭스가 아이오와주의 초대 지사가 되었다.
아이오와주는 1857년 오늘날의 헌법을 채택하였다. 이 헌법 아래 주도는 디모인으로 옮겨졌다. 그해에 수 족의 단체가 아이오와주 서부에 있는 스피리트 레이크에서 정착자들을 공격하여 살해하였다. 많은 아이오와 주민들은 공격으로 인해 먼 곳에서 온 정착자들이 정착을 단념하게 될 위협을 받았다. 그러나 정착자들은 지속적으로 도착하였다. 남북 전쟁이 일어나는 동안에 아이오와 주민들의 대부분이 노예제를 반대하였고, 주는 북부를 지지하였다.

### 철도의 도래
1867년, 첫 철도가 미시시피강으로부터 카운실블러프스까지 아이오와주를 가로질렀다. 1870년에 들어 4개의 철도가 아이오와주를 가로지르자, 아이오와주의 농부들은 화가 났다. 그들은 청구받는 철도 화물운임이 불공평하다는 느낌이 들었다. 농업 협동조합의 아이오와 회원들은 1873년 전매권 반대파를 지지하여 주의회의 통치를 얻었다. 1874년, 주의회는 화물운임을 규제하는 법률을 연속 채택하였다. 철도들은 1878년 폐지된 이 법률들을 얻도록 처리하였다. 주가 법안시행 후 쌍방 합의 아래 가격을 끌어올렸다.
1850년대 및 1860년대에 증기선이 미시시피 강의 거대한 산업이 되었다. 이 기간에 위스콘신주와 미네소타주에서 재목 회사들이 미시시피 강에 통나무 뗏목을 띄어 보냈다. 강에 놓인 주들은 통나무를 재목으로 썼다. 이로 인해 아이오와주의 집들은 통나무 오두막과 잔디 집에서 목조 가옥들로 바뀌어 갔다. 1900년대 초반에는 철도가 산업들을 위한 새로운 시장들을 마련하였고, 새로운 댐들이 전력을 공급하였다. 1913년, 미시시피 강에 완공된 키오커크 댐은 멀리는 미주리주 세인트루이스까지 산업 개발에 도움을 주었다.

### 금주 운동
1830년대 동안에 금주 운동이 아이오와주에서 발생하여 굉장히 강해졌다. 준주 총독 로버트 루카스는 알콜 음료의 제조와 판매를 반대한 운동을 지지하였다. 1855년, 주는 이 음료들을 판매하는 것을 금지한 첫 법률을 채택하였다. 입법부는 1885년, 더욱 엄한 법률을 통과시켰다. 이 법률은 1894년 덜 엄격한 과료 법률에 따라 재편되었다. 과료 법률은 그들이 알콜 음료의 판매를 허락하느냐를 위한 결정하도록 카운티들에 허락하였다. 1906년에 들어서 99개의 카운티들 중에 43개가 술집을 운영하는 것이 허락되었다. 과료 법률은 1915년 폐지되었다. 5년 후에 전국적으로 금주법이 실시되었다.

### 1900년대 초반
1917년, 아이오와주는 넓혀진 도로 공사를 시작하였다. 그해에는 미국이 제1차 세계 대전에 참전하였으며, 글리든의 멀리 헤이 졸병은 전사한 첫 3명의 미군들 중 하나였으며, 프랑스는 그의 명예에 기념비를 세웠다.
아이오와주의 농장들은 전쟁이 일어나는 동안과 1918년, 종전 후에 높은 가격들의 기록에 팔렸다. 농부들은 새로운 대지를 매입하기 위해 큰 저당을 가져가야 했다. 1920년, 만큼 초기에 많은 농부들이 빚으로 깊게 들어갔다. 1929년에 들어서 대공황이 시작될 때 자신들의 저당을 내는 데 실패하여 많은 농부들은 자신들의 대지를 잃었다. 1930년대 중반에 농부들을 돕기 위해 연방과 주의 입법부가 통과되었다. 1936년, 많은 농부들은 농업 협동 조합의 일원들이 되었다. 그들은 공급물을 사고 자신들의 수확물을 파는 데 함께 가입하면서 돈을 모을 수 있다는 희망을 가졌다. 이 협동 조합들과 새 입법부는 아이오와주에서 자신들의 대지를 간직하도록 많은 농부들을 도왔다.
1933년, 금주법이 폐지된 후에 아이오와주의 입법부는 소매상에서 맥주를 팔도록 허락한 법률을 통과시켰다. 이듬해 주는 다른 알콜 음료들을 판매하는 국유 상점들의 시스템을 세웠다.

### 1900년대 중반

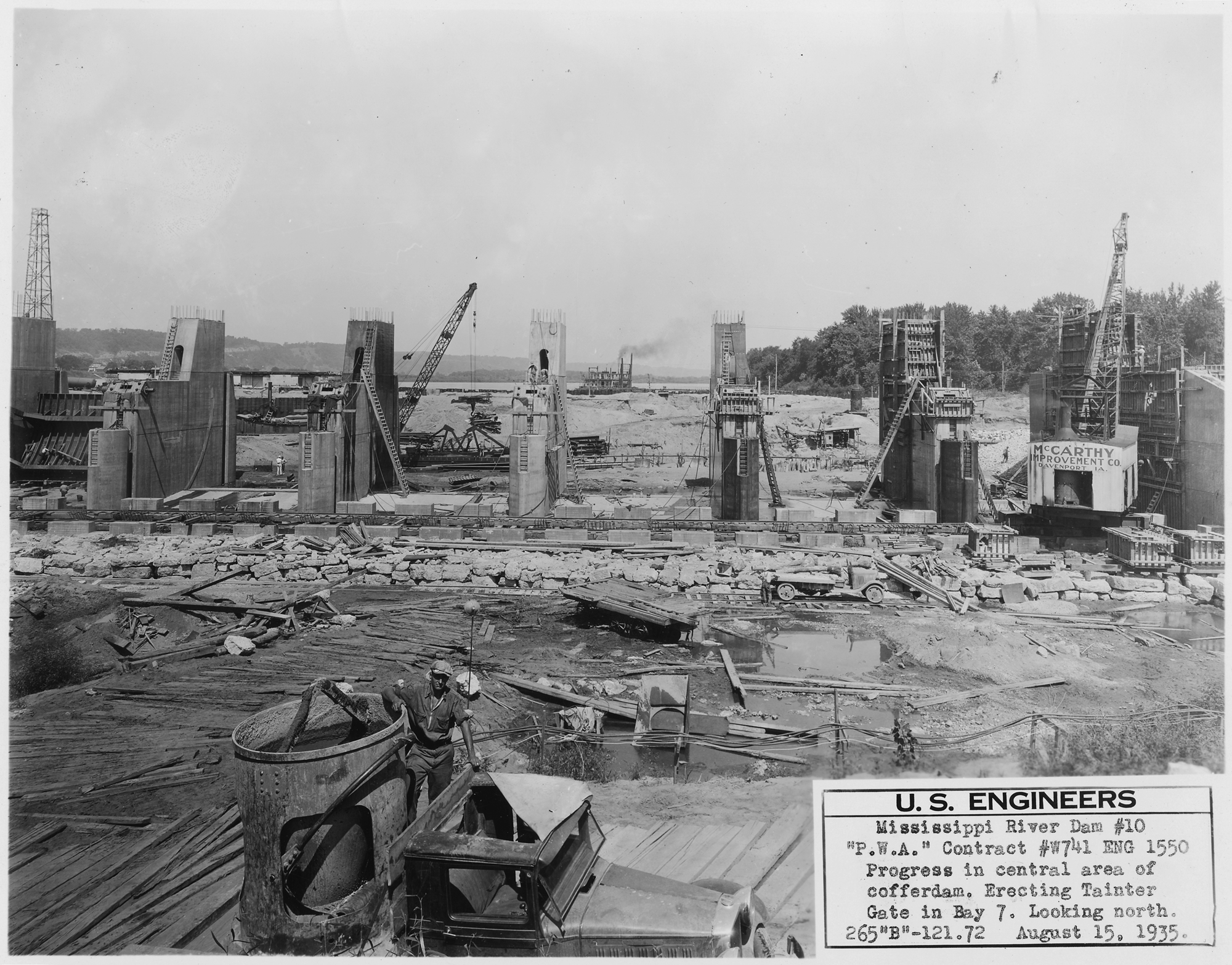
공공사업진흥국에 의한 댐의 건설

제2차 세계 대전이 일어나는 동안에 아이오와주에서 생산된 옥수수와 돼지고기를 포함한 미국 농산품들을 위한 요청이 늘어났다. 결과로서 아이오와주 농부들의 소득이 재빠르게 상승하였다.
1945년과 1960년대 후반 사이에 수백개의 새로운 산업들이 아이오와주로 옮겨져 들어왔다. 그 대부분은 식품 혹은 금속 가공업이나 기계 제조업이었다. 아이오와주는 그때부터 기초의 농장 경제에서 공업-농업 경제로 변화하였다. 그 동안 근대의 농기구 사용의 증가와 작은 농장들을 더 커진 농장들로 합병이 농장의 고용을 감소하였다. 많은 아이오와 주민들이 새롭고 확장된 산업들에서 일하러 시골 지역들에서 도시들로 이주하였다. 1960년, 인구 조사국은 처음으로 더 많은 아이오와 주민들이 시골 지역들보다 도시 지역들에 산다고 보고하였다. 조사국은 1950년에 48 퍼센트와 비교하며, 주민들의 53 퍼센트가 도시와 타운들에 사는 것을 보여주었다.
술 판매의 논쟁이 1950년대 동안에 다시 올랐다. 아이오와주의 입법부는 술집에서 알콜 음료들이 내도록 허락하는 일부 결의를 거절하였다. 1963년, 입법부는 마시는 술의 판매를 적법화하였다. 그러나 각각의 아이오와주의 카운티들에서 투표자들은 자신들의 지역들에서 술의 판매를 허락하느냐를 결정할 수 있다.

### 1900년대 후반
제조업이 아이오와주의 가치에서 지속적으로 증가하였다. 1970년대 중반 동안에 제조업은 소득의 근원으로서 농업을 차지하였다.
1980년대의 첫 절반에서 아이오와주의 농장 산업은 낮은 농업의 가격, 높은 이자 비율과 세계적으로 넓은 식량 과잉 때문에 어려움에 처했다. 이 개발들과 농장을 위한 어떤 가격 수준을 보증한 연방 농업 가격 후원들의 축소는 대지의 가격에서 날카로운 쇠퇴에 기여하였다. 비상근의 농장일이 자신들의 농장 소득에 추가할 다른 직업들을 가질 필요가 있었던 농부들 덕분에 증가하였다. 어떤 농부들은 파산하였고, 시골 지역에서 봉사된 은행들이 실패하였다. 또한 농업 가격들의 떨어짐은 농업과 교제한 많은 아이오와주의 산업들, 특히 기계, 잡종 씨앗과 비료를 생산하는 산업들에 타격을 주었다.
농장의 폭락은 심각하게 아이오와주의 작은 타운들과 시골 지역들에 영향을 끼쳤다. 많은 주민들이 일하기 위하여 다른 곳들로 이주하였다. 1990년, 인구 조사국은 1980년대 동안에 아이오와주의 인구가 4.5 퍼센트나 줄어들었다고 보고하였다. 1980년대의 마지막 절반에서 쇠퇴한 방향이 안정 상태가 되기 시작하였다. 농장 가격이 돌이켜지고 아이오와주 외부로 이동이 쇠퇴하였다. 아이오와주의 지도자들은 농업 산업을 다양화하고 제조업 활동을 확장하는 일을 하였다. 그러나 아이오와주는 농업에 큰 의지를 남기고 있다.
1989년, 정부는 아이오와주에서 강배 도박을 적법화하였다. 주는 주로 미시시피 강에 따라 위치한 도시들에서 관광업을 통하여 경제 개발을 격려하도록 희망을 두었다. 대번포트, 듀부크와 포트 매디슨 같은 도시들이 강배 도박을 제공한다.
아이오와주는 어쩌다 미시시피, 미주리와 디모인 강을 포함한 그 강들에서 홍수로부터 고통을 겪었다. 1993년, 집중 호우로 인해 주요 홍수들이 일어났으며, 아이오와주에서 재산과 수확물에 2조 달러 이상의 가치 손해를 끼쳤다. 2008년, 집중 호우가 다시 주에 파괴적인 홍수를 일으켜 수확물과 재산에 수 조 달러의 피해를 일으켰다.일으켰다.

### 21세기
2000년, 아이오와주의 인구는 1990년으로 본 것에 증가를 보여줬다. 2000년, 조사국에 의하면 주의 인구는 1990년대 동안에 5.5 퍼센트나 늘어났다. 2009년, 아이오와 대법원은 동성의 결혼을 적법화하였다. 2004년에는 1988년 이후 이 주에서 승리하지 못했던 공화당 출신 후보가 이 주의 선거인단을 확보했고, 2016년의 도널드 트럼프 역시 아이오와를 이기고 당선되었다.

## 경제

### 서비스업
서비스업은 아이오와주 국내 총생산의 가장 큰 부문이며, 서비스들은 한해에 주에서 생산된다.
아이오와주는 국가에서 보험업의 주요한 중심지들 중 하나이다. 미국에서 가장 큰 보험 회사들 중 하나인 프린시펄 생명 보험 회사가 디모인에 기지를 두었다. 네덜란드에 기지를 둔 보험 회사들 ING 그룹 N.V.와 AEGON N.V.도 아이오와주에 중요한 운영들을 두었다. 아이오와주의 은행 중심지들은 시더래피즈와 디모인을 포함한다.
주도인 디모인은 정부 활동들의 중심지이다. 아이오와주는 한정된 주 정부의 전통을 가지고 있고, 연방 정부는 주에 일부 시설들이 있다. 호텔, 식당과 소매상의 활동들은 대븐포트, 시더래피즈와 디모인과 그 근처에 집중되어 있다. 주의 보건업의 주요한 지역들은 각각 2개 혹은 그 이상의 일반 병원들을 가진 블랙 호크, 존슨, 린, 포크와 스콧 카운티들이다. 주의 교통 산업은 공장과 농부들에 봉사하는 지역에 집중되어 있다.

### 제조업

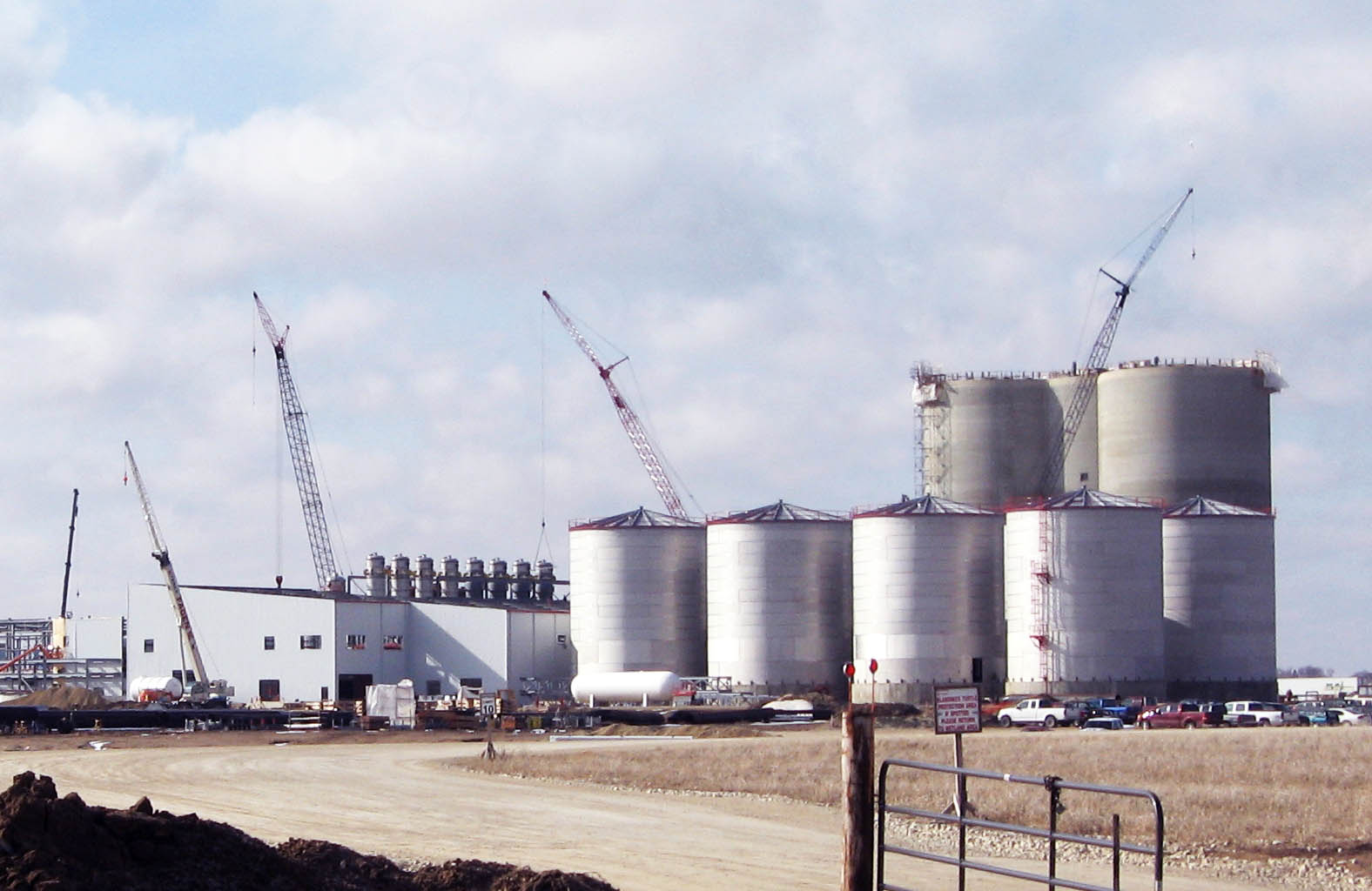
건설 중인 에타놀 공장

제조업은 다른 주들에서 보다 아이오와주에서 국내 총생산의 더 큰 부문을 차지한다. 제조업은 시더래피즈, 대번포트, 디모인과 워털루 지역들에 중심을 잡고 있다.
식품 가공업은 아이오와주의 주요한 제조업 활동이다. 일부 도시들은 정육 포장 지대들이 있다. 옥수수 기름과 옥수수 시럽은 시더래피즈, 키오커크와 머스캐타인에 있는 공장 지대들에서 생산된다. 시더래피즈는 미국에서 가장 큰 시리얼 공장들 중에 하나가 있다. 수 시티에는 국가에서 가장 큰 팝콘 가공업 지대들 중 하나가 있다.
중요한 기계 제품들은 농기구와 건설 용품이다. 아이오와주의 기계 생산의 중심지들은 대번포트, 디모인, 듀부크와 워털루를 포함한다. 비료, 약품과 다른 화학품들은 대번포트, 디모인과 아이오와시티에서 만들어진다. 합성 금속 제품들은 주로 아이오와주의 중부와 동부에서 제조된다. 알루미늄 가공은 주의 주요 금속 산업의 중요한 부분이고 콘크리트는 주의 주요 비금속 생산품이다.

### 농업

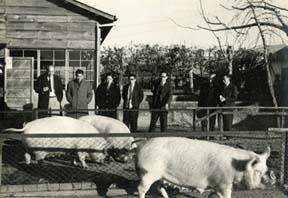
아이오와주는 미국에서 제1의 양돈 지역이다.

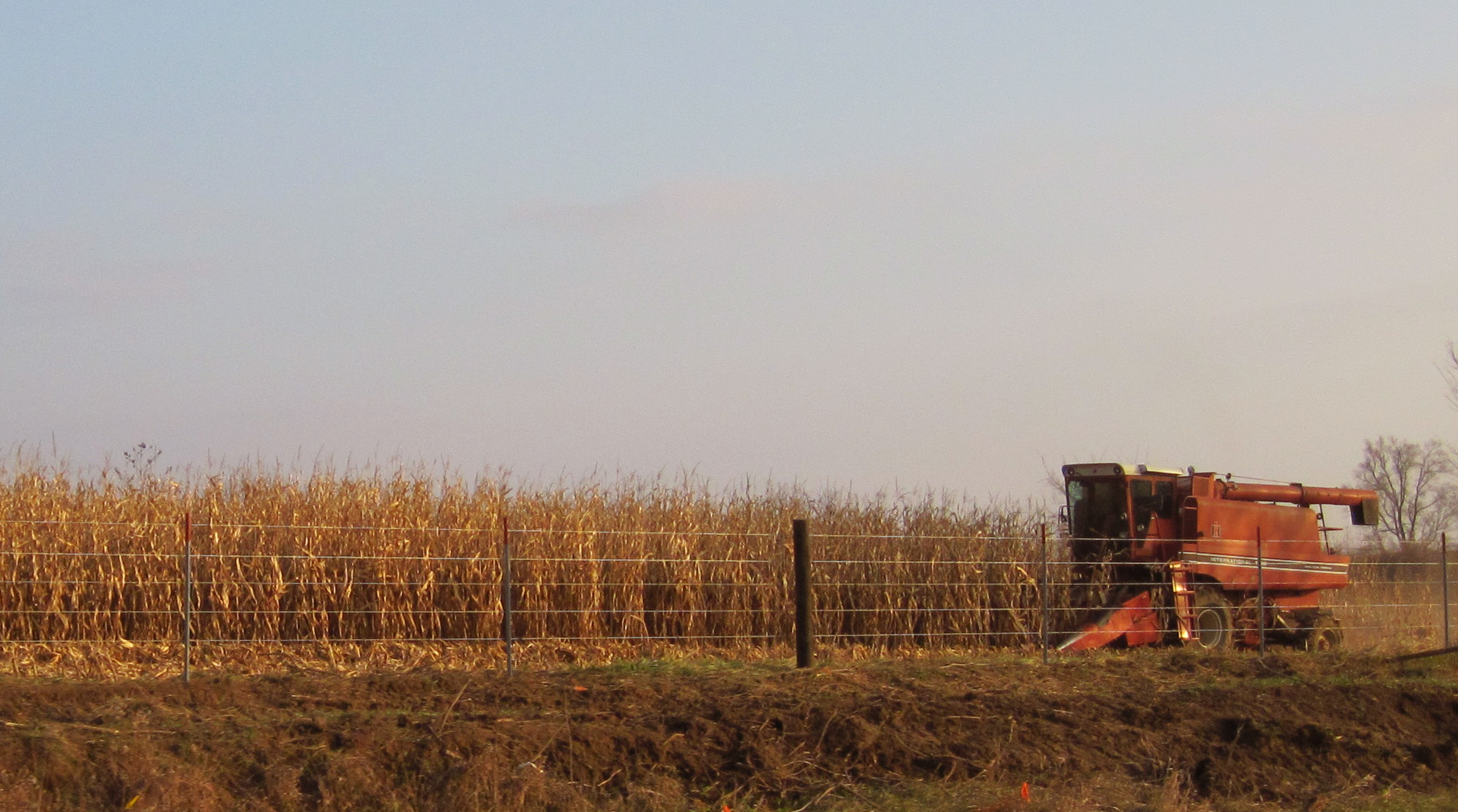
존스 카운티에서 옥수수 수확

농장 지대는 아이오와주의 90 퍼센트 가깝게 뒤덮고 있다. 옥수수는 수확물 소득의 주요한 근원이다. 아이오와주는 옥수수 생산에서 주들을 이끌며, 미국에서 옥수수 재배의 대략 5분의 1을 차지한다. 옥수수는 주의 대지의 3분의 1 이상에서 자란다. 옥수수는 거의 가축의 사료로 쓰인다.
농부들은 아이오와주 대지의 대략 4분의 1에 콩을 심는다. 콩은 가축의 사료와 기름을 만드는 데 쓰인다. 농부들은 가끔 흙에서 영양물의 밸런스를 유지하기 위해 콩 수확물을 옥수수 수확물과 함께 윤작한다. 아이오와주는 콩 생산에서 선도적인 주다.
다른 주요 곡물들은 귀리와  밀을 포함한다. 자주개자리와 붉은 클로버는 소의 사료로 쓰이며, 질소는 흙을 복구하는데 도움을 준다.
사과는 아이오와주의 주요 과일이다. 아스파라거스, 양배추, 완두콩, 호박, 사탕무와 토마토를 포함한 채소들이 주에서 경작된다.
돼지는 주에서 가축 소득의 주요한 근원이다. 다른 주에서보다 아이오와주에서 더 많은 돼지들이 사육된다. 아이오와주의 농장들은 미국에서 전부의 돼지들의 4분의 1 이상을 사육하고 있다. 아이오와주는 육우의 수에서 제1에 와있다. 소떼는 주의 전역을 통하여, 특히 주의 남부에서 방목된다. 12세 혹은 18개월이 된 소들은 옥수수를 먹이고 시장을 위하여 살찌우는 사육장으로 이동한다.
아이오와주는 많은 젖소들이 살며 중요한 우유 생산주이다. 젖소떼의 대부분은 주의 작은 산이 많은 북부 부분에서 방목된다. 주를 통하여 농장들은 닭과 칠면조를 기르고, 달걀을 생산한다. 아이오와주는 달걀 생산에서 주요한 주들 중 하나이다. 주의 농부들은 양과 말을 사육한다. 주는 중요한 꿀의 생산지이기도 하다.

### 광업
석회암은 아이오와주의 광업 소득의 주요 근원이다. 아이오와주에서 채굴되는 다른 광물로는 시멘트, 점토, 석고, 토탄, 모래와 자갈을 포함한다. 아이오와주는 석고 채굴에서 주요한 주이다.

## 주민
| 인구조사                      | 인구      | Note | %±     |
| ----------------------------- | --------- | ---- | ------ |
| 1840년                        | 43,112    |      | —      |
| 1850년                        | 192,214   |      | 345.8% |
| 1860년                        | 674,913   |      | 251.1% |
| 1870년                        | 1,194,020 |      | 76.9%  |
| 1880년                        | 1,624,615 |      | 36.1%  |
| 1890년                        | 1,912,297 |      | 17.7%  |
| 1900년                        | 2,231,853 |      | 16.7%  |
| 1910년                        | 2,224,771 |      | −0.3%  |
| 1920년                        | 2,404,021 |      | 8.1%   |
| 1930년                        | 2,470,939 |      | 2.8%   |
| 1940년                        | 2,538,268 |      | 2.7%   |
| 1950년                        | 2,621,073 |      | 3.3%   |
| 1960년                        | 2,757,537 |      | 5.2%   |
| 1970년                        | 2,824,376 |      | 2.4%   |
| 1980년                        | 2,913,808 |      | 3.2%   |
| 1990년                        | 2,776,755 |      | −4.7%  |
| 2000년                        | 2,926,324 |      | 5.4%   |
| 2010년                        | 3,046,355 |      | 4.1%   |
| 2019 (추산)                   | 3,155,070 |      | 3.6%   |
| 출처: 1910–2010 2018 estimate |           |      |        |

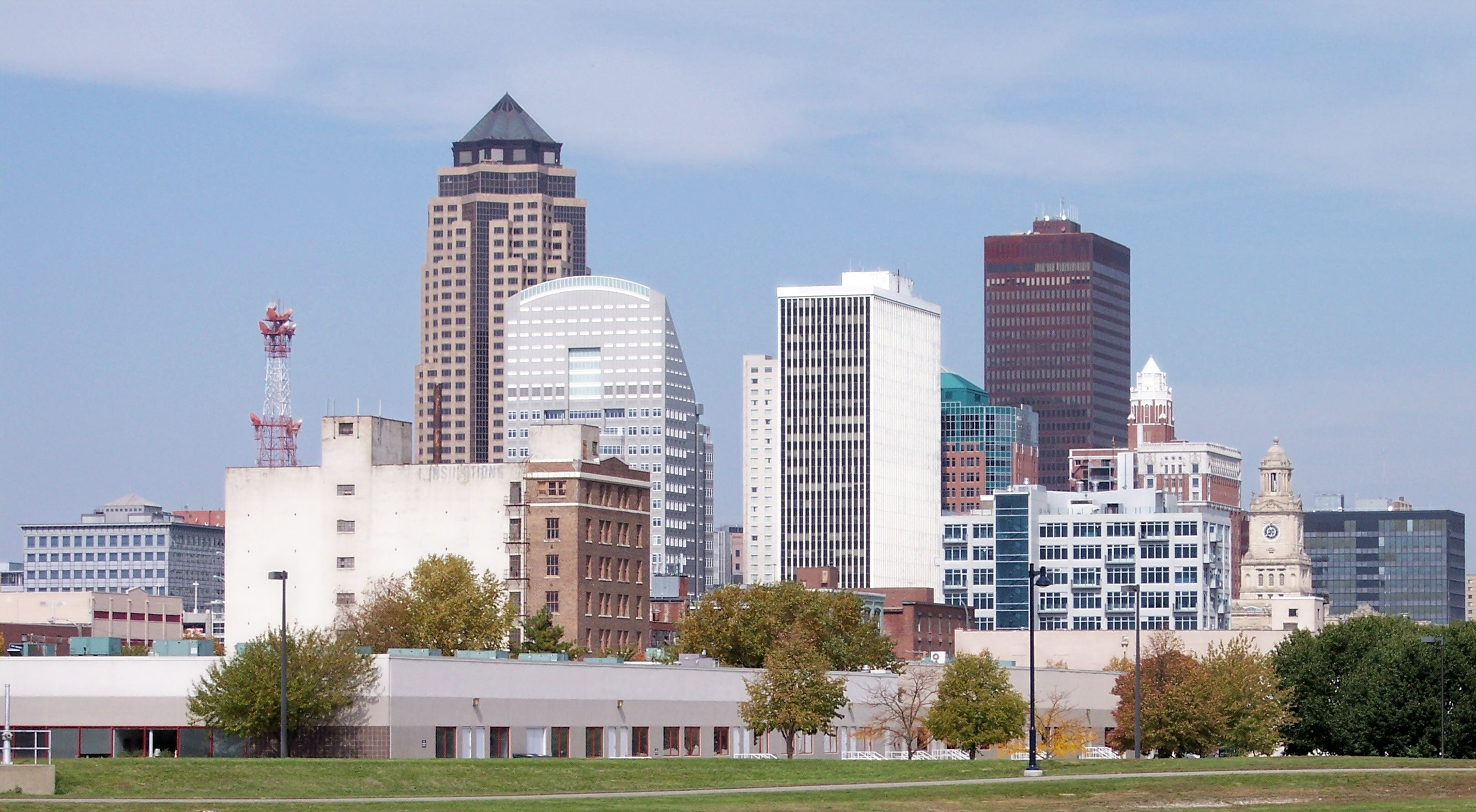
디모인의 스카이라인

2000년, 미국 인구 조사국은 아이오와주의 인구가 2,926,324명이라고 보고하였다. 1990년의 2,776,755명에서 5.5 퍼센트나 증가하였다. 2000년, 조사국에 따르면 아이오와주는 50개 주들 중에 인구에서 30위에 올랐다.
아이오와주 인구의 대략 절반은 주의 메트로폴리탄 지역에 산다. 아이오와에는 9개의 메트로폴리탄 지역들이 있다.
아이오와주는 50,000명 혹은 그 이상의 인구를 가진 9개의 도시들이 있다. 이 도시들 중에 가장 큰 도시는 주도인 디모인이다. 디모인은 주의 중심지에 가깝다. 그 다음으로 가장 큰 도시들은 인구순으로 시더래피즈, 대븐포트, 수 시티, 워털루, 아이오와시티, 카운실블러프스, 듀부크와 에임스이다.
40 퍼센트에 가까운 아이오와 주민들이 주의 시골 지역들에 살며, 이 시골 주민들의 대략 4분의 1은 농장에 산다. 아이오와주는 미국에서 가장 큰 농장 인구들 중에 하나이다. 대략 250,000명의 아이오와 주민들이 농장에 사는 편이다.
대략 93 퍼센트의 아이오와 주민들은 히스패닉이 아닌 백인들이다. 주의 가장 큰 인구 집단은 독일, 아일랜드, 영국, 노르웨이, 네덜란드와 스웨덴 계통의 주민들이다. 히스패닉은 주 인구의 3 퍼센트이다. 아프리카계 미국인은 2 퍼센트, 아시아인은 1 퍼센트를 차지한다.

## 같이 보기
- USS 아이오와